# ПТЛ-72
Парашут тренувальний льотчика ПТЛ-72 призначений для здійснення навчально-тренувальних стрибків льотчиками, парашутистами-десантниками і початківцями парашутистами-спортсменами з військово-транспортних літаків і вертольотів. Застосовується в комплекті із запасними парашутами типу З-5 і З-6П. Управління при зниженні під куполом здійснюється за допомогою двох строп управління. Наявність в конструкції парашутної системи двох замків КЗУ забезпечує їй можливість миттєвого від'єднання основного парашута від підвісної системи як у повітрі, так і після приземлення. В даний час в основному використовується в аероклубах.

## Тактико-технічні дані парашута
Парашут надійно працює на висотах від 300 до 3000 м на швидкостях від 160 до 350 км/год. Купол парашута круглої форми з кількома видовженими полотнищами і отворами має площу 70 м2, забезпечує кероване стійке зниження з середньою вертикальною швидкістю 5 м/с при польотній масі парашутиста до 120 кг. Середня горизонтальна складова швидкості зниження — 3,6 м/с.
Час розвороту на 360° — до 10 сек. 

Призначений ресурс — 700 застосувань. 

Термін служби — 12 років. 

Маса — не більше 15,5 кг (з приладом ППК-У-240А-Д або КАП-ЗП-240Б без переносної сумки).
Габаритні розміри укладеної парашутної системи, не більше: Довжина — 0,65 м, 

Ширина — 0,375 м, 

Висота — 0,22 м.

## Принцип роботи
Парашут ПТЛ-72 складається із стабілізуючої системи і основного парашута, що послідовно вводяться в дію Стабілізуюча система призначена для зменшення динамічного навантаження при введенні парашута в дію, підвищення надійності дії парашута, забезпечення стабілізованого спуску протягом заданого часу і введення в дію основного парашута. 

Основний парашут вводиться в дію стабілізуючою системою, що від'єднується, і призначений для зниження і приземлення парашутиста у заданому місці.

### Робота парашута
При відділенні парашутиста від літака з камери, закріпленої за допомогою карабіна за подовжувач або трос, натягнутий всередині літака, витягується і вводиться в дію стабілізуюча система з площею купола 1,5 м2. Купол стабілізуючої системи наповнюється при попаданні в потік, ланка натягується і висмикує гнучку шпильку з приладу ППК-У-240АД або КАП-ЗП-240Б, яка сполучена з петлею ланки стабілізуючої системи за допомогою фала довжиною 360 мм. 

Після наповнення куполу відбувається зниження парашутиста під стабілізацією, при цьому ранець основного парашута залишається закритим. Припинення стабілізованого зниження і розкриття двоконусного замка здійснюється приладом або ручним способом. Після розкриття двоконусного замка стабілізуюча система расчековує ранець і витягує з нього чохол куполу з укладеним у нього куполом. У міру відходу стабілізуючої системи стропи парашута виходять з чарунок чохла, чохол сходить з куполу і відбувається наповнення основного куполу. 

Стабілізуюча система з чохлом куполу, приєднані за допомогою з'єднувальної ланки до вершини куполу, знижуються разом з основним парашутом.

### Управління парашутом ПТЛ-72
Парашут ПТЛ-72 забезпечує при зниженні горизонтальне переміщення вперед, гальмування, горизонтальне переміщення назад і розвороти в будь-який бік завдяки натягу парашутистом строп управління.

## Ресурси Інтернету
- Інформація щодо ПТЛ-72 на сайті виробника
- Парашут тренувальний льотчика ПТЛ-72 [Архівовано 16 вересня 2016 у Wayback Machine.]
- Теоретична підготовка для одержання допуску на стрибки з парашутом ПТЛ-72

## Виноски
1. ↑   [Архівовано 2 квітня 2015 у Wayback Machine.] Стрибки з круглими парашутами в АСК «Аерокласика»
2. ↑   За даними офіційного сайту виробника
3. ↑   При здійсненні стрибків з літаків Ан-12, Ан-14 камера з укладеною в неї стабілізуючою системою за допомогою карабіна кріпиться безпосередньо за трос в літаку. При здійсненні стрибків з літака Ан-2 і вертольоту Ми-4 карабін камери зі стабілізуючою системою кріпиться за сережку подовжувача.